# Bulbophyllum leibergii
Bulbophyllum leibergii là một loài phong lan thuộc chi Bulbophyllum. Loài này được đặt theo tên của John Bernhard Leiberg.